# Petrohradské povídky
Petrohradské povídky je cyklus šesti povídek od ruského romantického autora Nikolaje Vasiljeviče Gogola. Obsahuje povídky Něvská třída, Nos, Portrét, Plášť, Kočár a Bláznovy zápisky.

## Děj

### Něvská třída
Povídka Něvská třída začíná dlouhým popisem stejnojmenné ulice v Petrohradě. Je zde popsáno, co je v různý čas pro tuto ulici typické.
Vlastní příběh poté začíná u dvou známých, kteří zde uvidí moc pěkné dámy. Každý následuje tu svojí domů. První, malíř Piskarev, jde za brunetkou. Sní, že je z vyšších pater společnosti. Když zjistí, že je prostitutka, dlouho se trápí a nakonec si podřeže krk. Druhý, poručík Pirogov, jde za blondýnou. Dojde až k ní domů, kde zjistí, že je vdaná s německým řemeslníkem. Přesto ji začne svádět. Musí však nakonec prchnout před hněvem jejího manžela.
- malíř Piskarev
- poručík Pirogov

### Nos
Jednoho petrohradského rána se stala zvláštní věc. Mistr lazebnický Ivan Jakovlevič nalezl ve svém chlebu nos. Bojí se, že ho někomu uřízl, chce ho proto hodit do řeky, aby zahladil stopy. Mezitím se kolegiální přísedící Kovaljov probudí bez nosu. Je naprosto hladce uříznut. Vydá se proto do časopisu podat oznámení. Nepřijmou ho ale a on zjistí, že mu nos v převleku pobíhá po Petrohradě. Přivedou ho až strážníci. O dva týdny později se probudí s nosem na svém místě.
- lazebnický mistr Ivan Jakovlevič
- kolegiátní přísedící Kovaljov

### Portrét
Chudý malíř Čartkov se jednoho dne zastaví ve vetešnictví a koupí si tam za své poslední peníze obraz s prapodivným portrétem. Doma si ho pověsí na zeď. Muž na portrétu má velmi detailně vyvedené oči, které budí dojem, že se na člověka neustále dívají. Kvůli těmto očím nemůže Čartkov usnout, přehodí proto přes obraz prostěradlo. V noci se mu zdá sen, že muž vyleze z portrétu a přepočítává si peníze.
Další den přijde po malíři vymáhat nájemné pan domácí. Přijde se strážníkem, který se podivuje obrazu a silou zmáčkne rám. Z obrazu vypadne 1000 rublů ve zlatě. Čarkov se vymluví, že si je tam schovával na horší časy a zaplatí svůj dluh. Za zbylé peníze si pronajme nový ateliér, koupí nové oblečení a dá si napsat inzerát do novin. Zákazníci se začnou jen hrnout a Čartkov vydělává velké peníze. Nikdy se mu o takovém bohatství nesnilo. Kreslit portréty ho však nebaví. Zvrat přijde při obrazu cizího úspěšného malíře. Čartkov zešílí, začne kupovat a ničit obrazy a brzy zemře.
Druhá část vysvětluje, jak vznikl portrét z předchozí části. Je to obraz zlého lichváře, do kterého se přenesla část jeho duše. Malíř, který ho namaloval, se musel pro klid své duše stát poustevníkem.
- malíř Čartkov
- starý lichvář

### Plášť
Pilný úředník Botičkin nosí pořád ten samý plášť. (Nikde není vysvětleno, že úředníci v carském rusku nosili uniformu, kterou si museli na vlastní náklady pořídit. Když ji úředník neměl, nemohl vykonávat svou funkci, takže pro Botiččina vlastnění pláště od uniformy, byl existenční problém. Povídka se v originále jmenuje "Шинель" ", co ve správném překladu do češtiny znamená - svrchník od uniformy. Když čtenář má tuto informaci, vnímá povídku úplně jinak…) Ten se zničí, tak si velmi nešťastný šetří na nový. Po necelém roce šetření si jej nechá udělat u krejčího Petroviče za 85 rublů (plat Botičkina je 400 rublů ročně). Botičkin je na svůj nový plášť pyšný. Spolupracovníci jej částečně i kvůli novému plášti pozvou na večerní zábavu. Po cestě z ní je Botičkin okradený a o plášť přijde. Je nešťastný a snaží se pomoci si u policejního komisaře, poté u významného generála. Neuspěje a onemocní, protože prochladne. Do dvou dnů je mrtev. Nějakou dobu pak strhává jako umrlec z lidí pláště.
- Akakij Akakijevič Botičkinv
- krejčí Petrovič

### Kočár
Statkář Čertokuckij navštívil jízdní pluk a pozval velitele druhý den na oběd, že jim ukáže svůj kočár. Vrátí se však až pozdě v noci. Manželka ho ráno nechá spát s tím, že přišel pozdě. Když přijede návštěva, probudí Čertokuckije. Ten se schová do svého kočáru a nařídí služebným, ať tvrdí, že tu není. Generál a další vojáci z jízdního pluku se však chtějí na kočár podívat i přes nepřítomnost vlastníka a objeví ho tam. Beze slov odjedou.
- Pytagor Pytagorič Čertokuckij

### Bláznovy zápisky
Povídka formou deníku vypráví příběh úředníka, který se zamiluje do slečny Sofi, dcery svého ředitele.Ten jednou zaslechne jejího psa Medžiho, jak si povídá s jiným psem (Fidélkou) o dopisech, které si posílají. Zajde proto za majitelkou Fidélky a sebere jí dopisy. Zjistí z nich, že partnera již má a že se bude brzy vdávat. Je z toho nešťastný.
Když si v novinách přečte, že ve Španělsku hledají nového krále, uvědomí si, že on je ten král. Přestane proto chodit na úřad a čeká na španělskou delegaci. Ta však nepřichází. Po čtyřech týdnech konečně přijedou. Během půl hodiny přejedou celou Evropu. Dostane se do budovy se spoustou holohlavých lidí, kde je zavřen do malé komory. Když se nechová podle příkazů, je bit. Oholí ho a lijí mu na hlavu studenou vodu. On však pořád nemůže přijít na to, proč to dělají španělskému králi.

## Umělecké prostředky
Povídky jsou psány bohatou slovní zásobou s nepřeberným množstvím podrobností. Ve všech povídkách kromě Bláznových zápisků je využita er-forma. Na začátku povídek se vyskytují delší popisné pasáže, poté následuje dynamický, rychle se vyvíjející děj.
Všechny povídky jsou propojeny místem děje, kterým je Petrohrad. Jen povídka Kočár nezapadá, protože se neodehrává v Petrohradě, ale někde poblíž na venkově.

## Vliv díla
První překlad udělal již K. Havlíček Borovský. Během své návštěvy v Moskvě přeložil povídky Nos a Plášť těsně po vydání originálu.
Jednotlivé povídky byly několikrát různými autory přepracovány, avšak nikdy se nikdo nezabýval Petrohradskými povídkami jako celkem. V roce 1934 napsal Dmitrij Šostakovič operu Nos podle stejnojmenné povídky, v roce 1995 natočila Slovenská televízia Bratislava inscenaci povídky Plášť. Filmově byla zpracována i povídka Portrét. Dramaticky byla zpracována např. povídka Bláznovy zápisky.